# 多石阿魏
多石阿魏（学名：Ferula lapidosa）为伞形科阿魏属的植物。分布在俄罗斯以及中国大陆的新疆等地，生长于海拔1,000米至1,500米的地区，多生于山区砾石质山坡的草丛中，目前尚未由人工引种栽培。